# Pietro Ramella
Pietro Ramella (Castellamonte, 22 gennaio 1932) è uno scrittore e saggista italiano.

## Biografia
Laureato in Economia e Commercio presso l'Università di Torino, è stato funzionario di un istituto di credito fino al collocamento in quiescenza a fine giugno 1991; nell'ottobre dello stesso anno si è iscritto alla Facoltà di Scienze Politiche dell'Università di Pavia, dove si laureato nel giugno 1995.
Collaboratore di riviste d'indirizzo antifascista, ha pubblicato numerosi articoli su "L'impegno" (rivista dell'Istituto Storico della Resistenza Prov. della Provincia di Biella e Vercelli), su "Il triangolo rosso" (rivista dell'"Associazione Nazionale Ex Deportati Politici"), oltre a collaborare estendendo saggi per i siti dell'ANPI e della rete dei siti denominati istituto per la resistenza e società contemporanea.

## Libri
- Francesco Fausto Nitti. L'uomo che beffò Hitler e Mussolini, Aracne, 2007
- La Retirada. L'odissea di 500.000 repubblicani spagnoli esuli dopo la guerra civile (1939-1945), Lampi di Stampa, 2003
- Dalla Despedida alla Resistenza. Il ritorno dei volontari antifascisti italiani dalla Guerra di Spagna e la loro partecipazione alla Guerra di Liberazione Aracne Editrice. Roma . 2012

Ha inoltre curato: 
- In nome della Libertà: diario della guerra di Spagna di Aldo Morandi, Mursia, 2002
- (con Graziella Vallino Ramella) Il coraggio della carità. Suor Emilia Strazzacappa - La storia di una suora missionaria in Perù ed Ecuador Novara, casa editrice Suore Ministre della Carità di Trecate[1]
- "Il secolo breve spagnolo, cronologia ragionata 1898-1975" Istituto per la storia della Resistenza e della società contemporanea nel Biellese, nel Vercellese e in Valsesia ArtiGrafiche Gallo
- Aldo Morandi  Guardando il passato

## Saggi

### Su  "L'impegno"
L'Impegno è una rivista dell'Istituto Storico della Resistenza delle province di Biella e Vercelli (http://www.storia900bivc.it/indexnet.htlm)
- n. 2/1997 - "La Retirada". L'odissea di cinquecentomila repubblicani spagnoli dopo la fine della guerra civile spagnola: l'esodo dalla Spagna e l'internamento nei campi di concentramento francesi.
- n. 3/1998 - I Lager di Pétain: la partecipazione del governo collaborazionista di Vichy alla soluzione finale della questione ebraica.
- n. 1/2000 - Sul diario di "Aldo Morandi". Riccardo Formica, tenente colonnello repubblicano in Spagna: racconto inedito di vicende della guerra civile spagnola.
- n. 3/2000 - La Centrale d'Eysses: il fallito tentativo di evasione di un gruppo di prigionieri politici (tra cui alcuni ex combattenti antifascisti in Spagna) dal carcere di Villeneuve-sur-Lot.
- n. 3/2001 - I "diversi" e la guerra di Spagna: la partecipazione di ebrei, neri e omosessuali alla guerra di Spagna.
- n. 2/2002 - Gli errori e la sconfitta della Repubblica spagnola nel 1936-39: approfondito esame dei numerosi errori strategici e politici che causarono la fine dell'esperienza repubblicana, che restò tuttavia un grande esempio di lotta popolare per la democrazia e la libertà.
- n. 1/2005 - La guerra di Spagna sui fronti meridionali: brani inediti del diario di Aldo Morandi, tenente colonnello repubblicano in Spagna, in cui si raccontano eventi bellici svoltisi sui "fronti secondari" dell'Andalusia e dell'Estremadura.
- n. 2/2005 - I Lincolns: la travagliata vicenda dei Lincolns, gli americani che, dopo aver combattuto come volontari nella guerra civile spagnola, al ritorno in patria si trovarono a subire un atteggiamento discriminatorio e persecutorio da parte delle istituzioni.
- n. 2/2006 - Anniversari spagnoli: a settantacinque anni dalla proclamazione della Repubblica spagnola e a settant'anni dall'inizio della guerra civile, ipotesi sul possibile differente svolgimento degli eventi.
- n. 2/2007 - La partecipazione fascista alla guerra di Spagna: ricordo di una pagina della storia del regime fascista troppo spesso dimenticata, che si sofferma sui bombardamenti aerei sulle città spagnole, sulla sconfitta di Guadalajara, sul tema dei prigionieri italiani nelle mani dei repubblicani, sull'epurazione subita dagli ufficiali ebrei dell'esercito italiano in seguito alla promulgazione delle leggi razziali, sui caduti da entrambe le parti.
- n. 2/2008 - I reduci della Guerra di Spagna nelle Forces françaises libres: l'arruolamento di spagnoli e membri delle Brigate Internazionali nelle Forze della Francia Libera di Charles De Gaulle nella guerra contro i tedeschi a fianco degli inglesi.
- n. 2 dicembre 2009 Volontari stranieri prigionieri nella guerra di Spagna.
- n. 1 giugno 2010 Il sangue versato dai vinti. Mondovì 1945.
- n. 2/2012 Libro bianco spagnolo. L'invasione fascista di Spagna

### Su "Il triangolo rosso"
Rivista a cura dell'Associazione nazionale ex deportati politici, ANED, Milano. sito associazione
- n. 1/2000

L'odissea degli spagnoli con il triangolo blu.
- n. 3/2000

Affacciarsi alle finestre dove c'era la strage.

I fiori del lager, poi l'incubo del gas.
- n.4/2000

Oggi come sessant'anni fa la Spagna nel nostro cuore.

Le figure di maggior spicco dei combattenti spagnoli deportati in Germania.
- n. 1/2001

Quel "treno fantasma" verso Dachau.
- n. 2/2001

Spagna: anche i lager della morte per la spietata vendetta di Franco.

I crimini di guerra "parlano" anche italiano.
- n. 3/2001

Testimoni di Geova. Prima delle SS arrivò il fascismo

La storia di Agapito: il deportato spagnolo che salvò un italiano.
- n. 1/2002

I lager di Pétain: al servizio dei nazisti per lo sterminio dei francesi.
- n. 2/2002

La Spagna franchista e gli ebrei sefarditi.
- n. 3/2002

I disegni del Ghetto, Carta e pastello mentre se n'andava l'infanzia.

La guerra di Spagna nel diario di un protagonista.
- n. 4/2002

Spagna: resistono ancora i monumenti franchisti.

Il governo francese internò a Le Vernet repubblicani spagnoli, ebrei e antifascisti.
- n. 1/2003

Gli "schiavi" della Todt. I nazisti chiedevano, i francesi rifornivano di uomini i campi di lavoro.

Nasce tra gli spagnoli il Comitato di liberazione nel lager di Mauthausen.
- n. 2/2003

Presentati a Torino "I bollettini di Dachau".

Nella "Retirada" la tragedia degli "Olvidados de la Historia".
- n. 2/2003 Supplemento a Triangolo Rosso

Il Campo di Dachau
- n. 3/2003

Deportazioni e suicidi prima dell'8 settembre 1943.*n. 2/3 2004
Francesco Fausto Nitti, l'uomo che beffò Benito Mussolini e Hitler nella sua "battaglia" in Europa.
- n. 1/2005

Imprigionati, uccisi, dimenticati: la sorte toccata agli omosessuali.
- n. 2/2005

La libertà allo Stato nascente: percorsi nell'archivio di Bruno Vasari.
- n. 3-4/2005

Padre e figlia nati il 24 aprile… il significato della festa del giorno dopo.
- n.1-2/2006

Ferruccio Maruffi insignito del "sigillo civico" della Città di Torino.

"Volevano portarci via le stelle" un film sulla vita di Marisa Scala.
- n. 3-4 /2006

Settant'anni fa Franco aggrediva la Spagna democratica.
- n. 1/2007

Storia generale della deportazione italiana.
- n. 1/2008

Nell'Olocausto spagnolo tra Hitler e Franco l'oasi di Elizabeth.
- n. 1/2009

Olocausto spagnolo e responsabilità italiane.
- n. 6/2009

La vergogna spagnola della Valle dei Caduti.
- n. 1/2010

L'esumazione delle vittime del franchismo.
- n. 2/2010

Presentato a Torino "La deportazione nei lager nazisti 1943-1945.
- n. 3-5/2010

La deportazione nera. La tragedia della schiavitu' in America
- n. 1-3/2011

Milano-Mauthausen e ritorno: la memoria era un dovere
- n. 7/9 Italo Tibaldi ad un anno dalla scomparsa 2012
- n. 7/9 L'ignobile tratta dei bambini tolti alle madre dai franchisti 2012

### Per l'Associazione Italiana Combattenti Volontari Antifascisti di Spagna AICVAS
- Il viaggio della memoria, con Ibio Paolucci e Franco Giannantoni, 1997.
- Il coraggio della memoria e la Guerra Civile Spagnola contributo con altri autori. Edizioni Arterigere, Varese, 2000.
- Appunti per un viaggio nella Spagna garibaldina 2001

### Per il sito dei bersaglieri FiammeCremisi
- il terremoto di Casamicciola , fra i soccorritori vi era il nonno bersagliere di Pietro Ramella , suo omonimo